# Thomas Renner (Abt)
Thomas Renner OSB (* 13. Mai 1971 in Wien als René Renner) ist ein österreichischer römisch-katholischer Ordenspriester. Er ist seit 12. März 2014 Abt des Stiftes Altenburg.

## Leben
René Renner wurde in Wien geboren, wo er im 20. Gemeindebezirk Brigittenau aufwuchs. Hier besuchte er die Volks- und Hauptschule und legte 1990 die Matura an der Handelsakademie der Wiener Kaufmannschaft in Floridsdorf ab.
Von 1990 bis 1993 war Renner Seminarist im Wiener Priesterseminar. 1993 trat er in das Stift Altenburg ein, wo er den Ordensnamen Thomas erhielt und 1994 die zeitlichen, im Jahr 1997 die ewigen Ordensgelübde ablegte. Ebenfalls 1997 wurde er zum Diakon geweiht. Am 11. Juni 1999 weihte ihn Kardinal Franz König in Altenburg zum Priester. Von 1999 bis 2001 war Renner Kaplan in Altenburg, danach bis 2004 Moderator und schließlich von 2004 bis 2008 Pfarrer in Röhrenbach. Von 2008 bis 2014 war er Pfarrer in Horn. Seit 1. März 2014 ist er Pfarrer der Stiftspfarre Altenburg; abgesehen davon wirkte er zeitgleich bis 31. August 2018 als Pfarrer in Strögen.
Renner wirkte von 1996 bis 2013 als Religionslehrer am Bundesgymnasium Horn und parallel von 1998 bis 2008 als Katechet in der Volksschule in Röhrenbach.
Ab September 2010 war Renner Prior des Stifts Altenburg. Am 17. Jänner 2014 wurde er zum Abt gewählt; die Amtsübernahme erfolgte am 12. März 2014, dem 70. Geburtstag seines Amtsvorgängers Christian Haidinger. Am 27. April 2014 empfing er durch den St. Pöltner Diözesanbischof Klaus Küng die Abtsbenediktion.
Bei Amtsantritt war Renner der jüngste Abt Österreichs. Seit 2020 ist er Prior der Komturei St. Pölten im Ritterorden vom Heiligen Grab zu Jerusalem.